# Day Drinking
«Day Drinking» —en español: «Día de bebida»— es una canción grabada por el grupo de música country estadounidense Little Big Town. Fue lanzado en junio de 2014, como el primer sencillo de su sexto álbum de estudio, Pain Killer. Little Big Town debutó la canción en los CMT Music Awards el 4 de junio de 2014.

## Video musical
El video musical de «Day Drinking» hizo su estreno el 25 de junio de 2014, cortesía de People.com. Se abre con los miembros de la banda atrapados en un atasco de tráfico, antes de que salgan de su vehículo, un Cadillac rojo descapotable, y proceden a caminar por la carretera. Otros siguen el ejemplo y todos terminan en una playa donde los festejos comienzan divertidas mientras que las bebidas alcohólicas se consumen. Escenas para el video fueron filmadas en la zona de Miami Beach, Florida.

## Posicionamiento en listas
| Listas (2014)                      | Mejor posición |
| ---------------------------------- | -------------- |
| Canadá (Canadian Hot 100)          | 50             |
| Canada Country (Billboard)         | 1              |
| Estados Unidos (Billboard Hot 100) | 40             |
| Country Airplay (Billboard)        | 2              |
| Estados Unidos (Hot Country Songs) | 4              |

### Posición fin de año
| Listas (2014)                                | Posición |
| -------------------------------------------- | -------- |
| Estados Unidos Country Airplay (Billboard)   | 29       |
| Estados Unidos Hot Country Songs (Billboard) | 34       |